# Tsuyoshi Shinchu
Tsuyoshi Shinchu (新中 剛史 Shinchū Tsuyoshi?, nacido el 28 de noviembre de 1986 en Kirishima, Kagoshima) es un exfutbolista japonés. Jugaba de centrocampista y su último club fue el Kagoshima United FC de Japón.

## Trayectoria

### Clubes
| Club                | País  | Año         |
| ------------------- | ----- | ----------- |
| Fagiano Okayama     | Japón | 2009 - 2014 |
| Matsumoto Yamaga FC | Japón | 2009        |
| Kagoshima United FC | Japón | 2014 - 2016 |

## Estadística de carrera

### J. League
| Club                | Año   | J. League | J. League | Copa J. League | Copa J. League | Total | Total |
| Club                | Año   | Part.     | Goles     | Part.          | Goles          | Part. | Goles |
| ------------------- | ----- | --------- | --------- | -------------- | -------------- | ----- | ----- |
| Fagiano Okayama     | 2009  | 0         | 0         | -              | -              | 0     | 0     |
| Fagiano Okayama     | 2010  | 11        | 0         | -              | -              | 11    | 0     |
| Fagiano Okayama     | 2011  | 0         | 0         | -              | -              | 0     | 0     |
| Fagiano Okayama     | 2012  | 0         | 0         | -              | -              | 0     | 0     |
| Fagiano Okayama     | 2013  | 0         | 0         | -              | -              | 0     | 0     |
| Fagiano Okayama     | 2014  | 0         | 0         | -              | -              | 0     | 0     |
| Kagoshima United FC | 2016  | 18        | 0         | -              | -              | 18    | 0     |
| Total               | Total | 29        | 0         | 0              | 0              | 29    | 0     |